# Смит, Коул
Ко́ул Смит (англ. Cole Smith; 28 октября 1995, Брейнерд, Миннесота, США) — американский хоккеист, левый нападающий клуба НХЛ «Нэшвилл Предаторз».

## Игровая карьера

### Юниорская карьера
С 2011 по 2014 год выступал за хоккейную команду высшей школы города Брейнерда.
С 2014 по 2016 год Смит выступал в Канаде за клуб «Стайнбак Пистонс» из молодёжной хоккейной лиги Манитобы. За «Стайнбак» провёл 119 встреч, в которых набрал 110 очков.
С 2016 по 2020 год Коул выступал за университет Северной Дакоты. В сезоне 2019/20 был ассистентом капитана. Также в этом сезоне команда университета заняла общее третье место в лиге и первое в дивизионе. Однако несмотря на это сезон был прерван из-за пандемии COVID-19. После окончания сезона Смит был включён в финалисты на награду NCHC, присуждающуюся лучшему нападающему оборонительного плана.

### Профессиональная карьера
19 марта 2020 года Коул Смит, будучи незадрафтованным в НХЛ, подписал однолетний контракт с «Нэшвилл Предаторз» на сумму $ 792,5тыс. В сезоне 2019/20 Смит не провел ни одной встречи за профессиональные команды.
В сезоне 2020/21 Смит был отправлен в фарм-клуб «Предаторз» — «Флориду Эверблэйдс» из хоккейной лиги Восточного побережья. Проведя 5 игр и набрав 3 (1+2) очка, Смит присоединился к тренировочному лагерю «хищников». На старт сезона 2020/21 был включён в "taxi squad", что позволяло ему тренироваться с основной командой. Однако на первый матч сезона он был вызван в основной состав. Дебютировал в НХЛ Коул Смит 14 января 2021 года в матче против «Коламбус Блю Джекетс», проведя на площадке 9 смен и чуть менее 6 минут, нанеся 1 бросок по воротам Йоонаса Корписало. Вскоре нападающий был отправлен в АХЛ в «Чикаго Вулвз», где провёл 23 матча и набрал 10 (5+5) очков.
15 июля 2021 года переподписал контракт с «Предаторз» на 1 год и $ 750 тыс. Соглашение носило двухсторонний характер. Сезон 2021/22 начал в составе «Милуоки Эдмиралс», но уже после 20 матчей был вызван в стан «хищников», так как часть игроков была помещена в COVID-протокол.